# Foot Locker
Foot Locker lanac je trgovina obućom i sportskom opremom iz SAD-a. Sjedište tvrtke nalazi se u Manhattanu, New York, a trgovine su prisutne u dvadesetak zemalja.
Foot Locker Inc. je nasljednik tvrtke F. W. Woolworth Company (poznate i kao "Woolworth's"). Tvrtka upravlja poznatim "Foot Locker" lancem trgovina obućom i sportskom opremom, uključujući i "Kids Foot Locker" i "Lady Foot Locker" trgovinama. Osim Foot Locker trgovinama, tvrtka upravlja i ostalim podružnicama kao što su Champs Sports, Footaction USA, CCS, House Of Hoops, itd. Poznati su i po prepoznatljivim uniformama zaposlenika koje izgledaju kao uniforme sportskih sudaca. Foot Locker je 2006. godine upravljao 3921 trgovinom diljem svijeta.

## Lokacije
Foot Locker je prisutan u 26 država: 
- Australija
- Bahrein
- Belgija
- Češka
- Danska
- Francuska
- Grčka
- Irska
- Italija
- Južna Koreja
- Kanada
- Kuvajt
- Luksemburg
- Mađarska
- Nizozemska
- Njemačka
- Poljska
- Portugal
- Saudijska Arabija
- SAD
- Španjolska
- Švedska
- Švicarska
- Turska
- Ujedinjeni Arapski Emirati
- Ujedinjeno Kraljevstvo